# Tauno Kovanen
Tauno Kovanen (né le 20 juin 1917 et mort le 9 février 1986) est un lutteur finlandais spécialiste de la lutte gréco-romaine. Il participe aux Jeux olympiques d'été de 1952 dans la catégorie des poids lourds (+87 kg). Il y remporte la médaille de bronze.

## Palmarès

### Jeux olympiques
- Jeux olympiques de 1952 à Helsinki,  Finlande
  -  Médaille de bronze.